# Carroll (Nueva York)
Carroll es un pueblo ubicado en el condado de Chautauqua en el estado estadounidense de Nueva York. En el año 2000 tenía una población de 3.635 habitantes y una densidad poblacional de 42.1 personas por km².

## Geografía
Carroll se encuentra ubicado en las coordenadas 42°2′44″N 79°7′37″O / 42.04556, -79.12694.

## Demografía
Según la Oficina del Censo en 2000 los ingresos medios por hogar en la localidad eran de $38,313, y los ingresos medios por familia eran $43,750. Los hombres tenían unos ingresos medios de $34,766 frente a los $21,620 para las mujeres. La renta per cápita para la localidad era de $16,828. Alrededor del 3.4% de la población estaban por debajo del umbral de pobreza.